# Pterolophia zebrinoides
Pterolophia zebrinoides är en skalbaggsart som beskrevs av Stefan von Breuning 1968. Pterolophia zebrinoides ingår i släktet Pterolophia och familjen långhorningar.
Artens utbredningsområde är Laos. Inga underarter finns listade i Catalogue of Life.